# Prezidentské volby v Moldavsku v květnu a červnu 2009
První prezidentské volby v Moldavsku v roce 2009 byly nepřímé prezidentské volby, které se konaly v Moldavsku po parlamentních volbách v dubnu 2009.

## Přehled
Stávajícímu prezidentovi Vladimiru Voroninovi skončilo funkční období a počátkem května 2009 byl zvolen předsedou moldavského parlamentu; vládnoucí Strana komunistů Moldavské republiky (PCRM) nominovala Zinaidu Greceanîiovou. Vzhledem k tomu, že PCRM měla v parlamentu pouze 60 ze 101 křesel, ale ke zvolení prezidenta bylo zapotřebí 61 křesel, byl nutný alespoň jeden hlas opozice; opozice však oznámila, že bude volby bojkotovat, čímž si vynutila opakování parlamentních voleb.
V prvním kole 20. května 2009 opozice úspěšně bojkotovala průběh voleb; druhé kolo bylo stanoveno na 28. května 2009. V tento den byly volby odloženy na 3. června 2009; PCRM tvrdila, že důvodem je čtvrtek Nanebevstoupení Páně, zatímco opozice kritizovala snahu PCRM volby odložit.
Dne 2. června 2009 přeběhl bývalý předseda parlamentu Marian Lupu (který se měl stát premiérem v rámci výměny funkcí mezi Voroninem, Greceanîiovou a Lupuem) k opozici s tím, že si uvědomil, že PCRM je nedemokratická a nelze ji reformovat zevnitř. Jak se očekávalo, ani druhé kolo prezidentských voleb nebylo úspěšné, a proto se 29. července 2009 konaly předčasné parlamentní volby.
V obou kolech byli také navrženi alternativní kandidáti - v prvním kole Stanislav Groppa, lékař, a ve druhém kole Andrei Neguţă, moldavský velvyslanec v Rusku.

## Výsledek
| Kandidát               | Kandidát               | Strana                               | První kolo | První kolo | Druhé kolo | Druhé kolo |
| Kandidát               | Kandidát               | Strana                               | Hlasy      | %          | Hlasy      | %          |
| ---------------------- | ---------------------- | ------------------------------------ | ---------- | ---------- | ---------- | ---------- |
|                        | Zinaida Greceanîi      | Strana komunistů Moldavské republiky | 60         | 100        | 60         | 100        |
|                        | Stanislav Groppa       | Strana komunistů Moldavské republiky | 0          | 0          | —          | —          |
|                        | Andrei Neguţă          | Strana komunistů Moldavské republiky | —          | —          | 0          | 0          |
| Celkem                 | Celkem                 | Celkem                               | 60         | 100        | 60         | 100        |
|                        |                        |                                      |            |            |            |            |
| Celkový počet poslanců | Celkový počet poslanců | Celkový počet poslanců               | 101        | —          | 101        | —          |
| Zdroj: eDemocracy      |                        |                                      |            |            |            |            |